# Pierre-Levée
Pour les articles homonymes, voir Pierre levée.
Pierre-Levée est une commune française située dans le département de Seine-et-Marne en région Île-de-France.

## Géographie

### Localisation
Pierre-Levée fait partie du canton de La Ferté-sous-Jouarre. Elle se situe à environ 50 km à l'est de Paris et à une vingtaine de kilomètres au sud-est de Meaux.

### Communes limitrophes
| Villemareuil    | Saint-Jean-les-Deux-Jumeaux | Signy-Signets |
|                 | Pierre-Levée                | Jouarre       |
| La Haute-Maison | Giremoutiers                |               |

### Géologie et relief
La commune est classée en zone de sismicité 1, correspondant à une sismicité très faible.

### Hydrographie

#### Réseau hydrographique

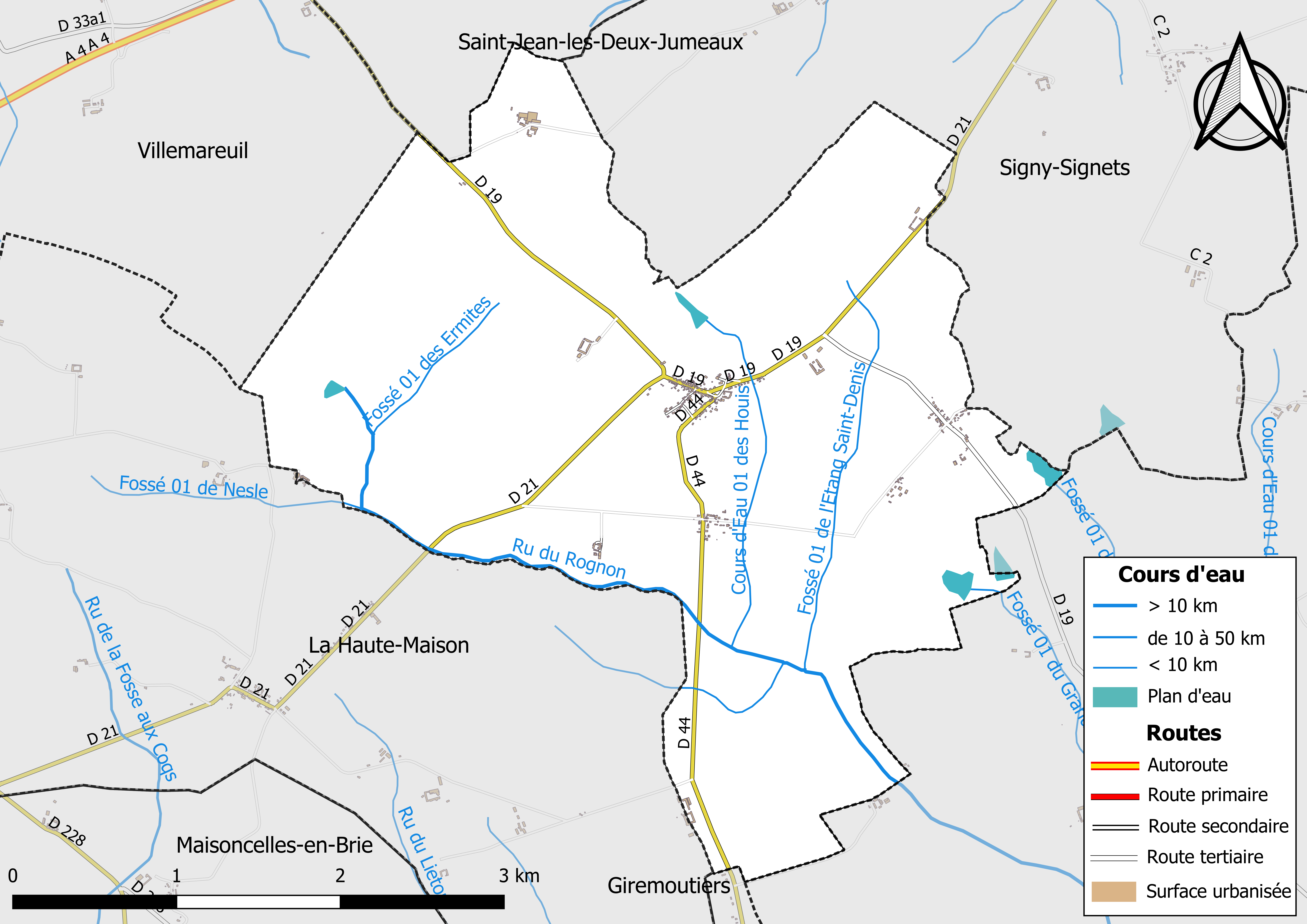
Carte des réseaux hydrographique et routier de Pierre-Levée.

Le réseau hydrographique de la commune se compose de huit cours d'eau référencés :
- les Avenelles ou ru du Rognon, longues de 13,15 km[2] ;
  - le fossé 01 des Ermites, 1,14 km[3], et ;
  - le fossé 01 de Nesle, 1,71 km[4], et ;
  - le fossé 01 de la Commune de Pierre-Levée, 1,73 km[5], et ;
  - le cours d'eau 01 des Houis, 2,28 km[6], et ;
  - le fossé 01 de l'Étang Saint-Denis, 2,62 km[7], affluents du ru du Rognon ;
- le fossé 01 du Grand Bibartault, 1,81 km[8], et ;
- le fossé 01 de la Petite Brosse, 2,05 km[9], qui confluent avec le cours d'eau 01 du Petit Bibartault.

La longueur totale des cours d'eau sur la commune est de 10,59 km.

#### Gestion des cours d'eau
Afin d’atteindre le bon état des eaux imposé par la Directive-cadre sur l'eau du 23 octobre 2000, plusieurs outils de gestion intégrée s’articulent à différentes échelles : le SDAGE, à l’échelle du bassin hydrographique, et le SAGE, à l’échelle locale. Ce dernier fixe les objectifs généraux d’utilisation, de mise en valeur et de protection quantitative et qualitative des ressources en eau superficielle et souterraine. Le département de Seine-et-Marne est couvert par six SAGE, au sein du bassin Seine-Normandie.
La commune fait partie du SAGE « Petit et Grand Morin », approuvé le 21 octobre 2016. Le territoire de ce SAGE comprend les bassins du Petit Morin (630 km2) et du Grand Morin (1 185 km2). Le pilotage et l’animation du SAGE sont assurés par le syndicat mixte d'aménagement et de gestion des Eaux (SMAGE) des 2 Morin, qualifié de « structure porteuse ».

### Climat
Pour des articles plus généraux, voir Climat de l'Île-de-France et Climat de Seine-et-Marne.
En 2010, le climat de la commune est de type climat océanique dégradé des plaines du Centre et du Nord, selon une étude du CNRS s'appuyant sur une série de données couvrant la période 1971-2000. En 2020, Météo-France publie une typologie des climats de la France métropolitaine dans laquelle la commune est exposée à un climat océanique altéré et est dans la région climatique Nord-est du bassin Parisien, caractérisée par un ensoleillement médiocre, une pluviométrie moyenne régulièrement répartie au cours de l’année et un hiver froid (3 °C).
Pour la période 1971-2000, la température annuelle moyenne est de 10,4 °C, avec une amplitude thermique annuelle de 15,2 °C. Le cumul annuel moyen de précipitations est de 737 mm, avec 12 jours de précipitations en janvier et 8,4 jours en juillet. Pour la période 1991-2020, la température moyenne annuelle observée sur la station météorologique la plus proche, située sur la commune de Changis-sur-Marne à 7 km à vol d'oiseau, est de 11,9 °C et le cumul annuel moyen de précipitations est de 710,1 mm,. Pour l'avenir, les paramètres climatiques de la commune estimés pour 2050 selon différents scénarios d'émission de gaz à effet de serre sont consultables sur un site dédié publié par Météo-France en novembre 2022.

### Milieux naturels et biodiversité

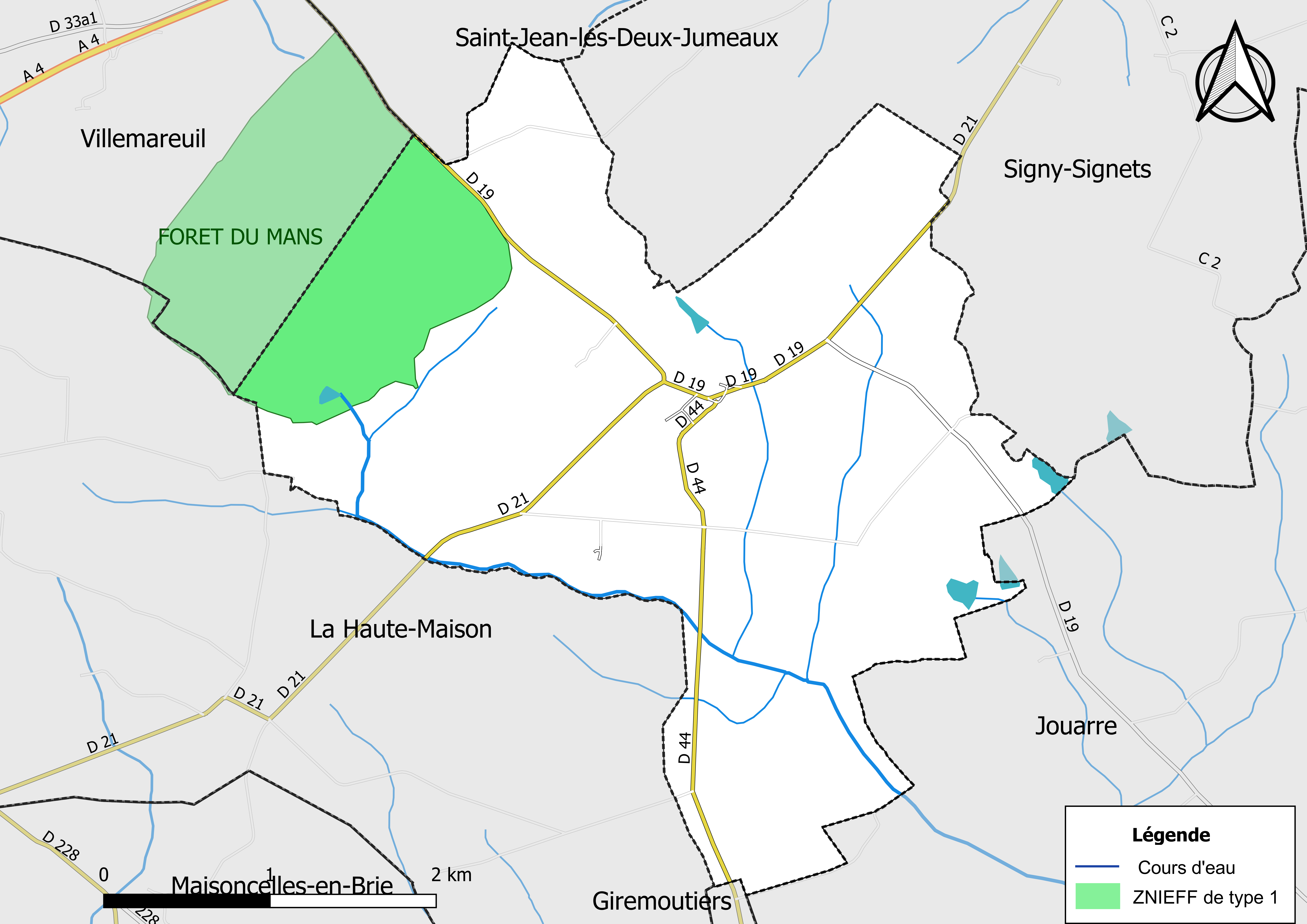
Carte des ZNIEFF de type 1 localisées sur la commune.

L’inventaire des zones naturelles d'intérêt écologique, faunistique et floristique (ZNIEFF) a pour objectif de réaliser une couverture des zones les plus intéressantes sur le plan écologique, essentiellement dans la perspective d’améliorer la connaissance du patrimoine naturel national et de fournir aux différents décideurs un outil d’aide à la prise en compte de l’environnement dans l’aménagement du territoire.
Le territoire communal de Pierre-Levée comprend une ZNIEFF de type 1,,, 
la « forêt du Mans » (317,34 ha), couvrant 2 communes du département.

## Urbanisme

### Typologie
Au 1er janvier 2024, Pierre-Levée est catégorisée commune rurale à habitat dispersé, selon la nouvelle grille communale de densité à sept niveaux définie par l'Insee en 2022.
Elle est située hors unité urbaine. Par ailleurs la commune fait partie de l'aire d'attraction de Paris, dont elle est une commune de la couronne,. Cette aire regroupe 1 929 communes,.

### Lieux-dits et écarts
La commune compte 32 lieux-dits administratifs répertoriés consultables ici (source : le fichier Fantoir).
Elle regroupe les hameaux les Houis et Courte Soupe ainsi que le bourg avec son église et les exploitations agricoles.

### Occupation des sols
L'occupation des sols de la commune, telle qu'elle ressort de la base de données européenne d’occupation biophysique des sols Corine Land Cover (CLC), est marquée par l'importance des territoires agricoles (72,8 % en 2018), une proportion identique à celle de 1990 (72,8 %). La répartition détaillée en 2018 est la suivante : 
terres arables (72,8% ), forêts (17,4% ), milieux à végétation arbustive et/ou herbacée (9,8 %).
Parallèlement, L'Institut Paris Région, agence d'urbanisme de la région Île-de-France, a mis en place un inventaire numérique de l'occupation du sol de l'Île-de-France, dénommé le MOS (Mode d'occupation du sol), actualisé régulièrement depuis sa première édition en 1982. Réalisé à partir de photos aériennes, le Mos distingue les espaces naturels, agricoles et forestiers mais aussi les espaces urbains (habitat, infrastructures, équipements, activités économiques, etc.) selon une classification pouvant aller jusqu'à 81 postes, différente de celle de Corine Land Cover,,. L'Institut met également à disposition des outils permettant de visualiser par photo aérienne l'évolution de l'occupation des sols de la commune entre 1949 et 2018.

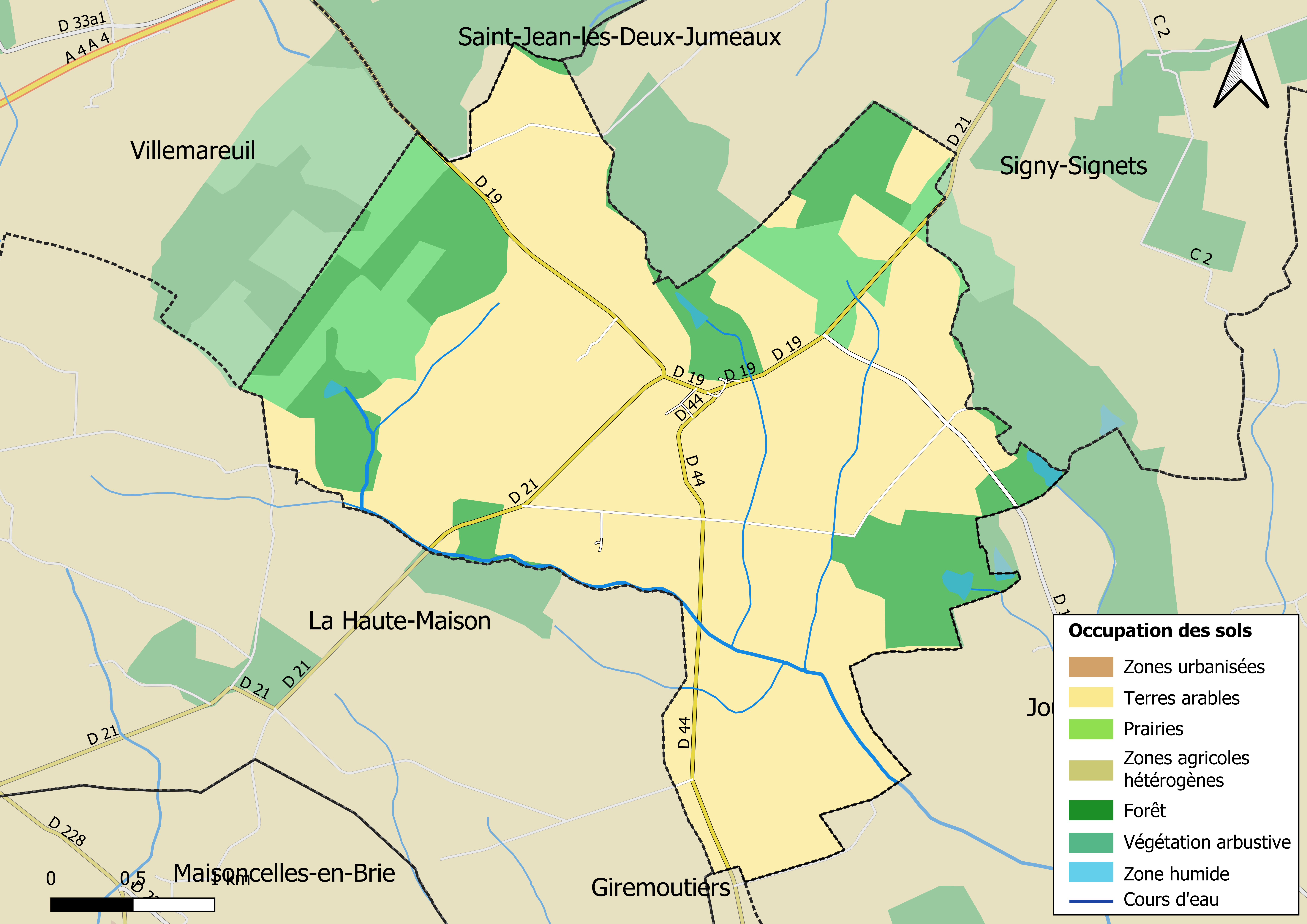
Carte des infrastructures et de l'occupation des sols en 2018 (CLC) de la commune.
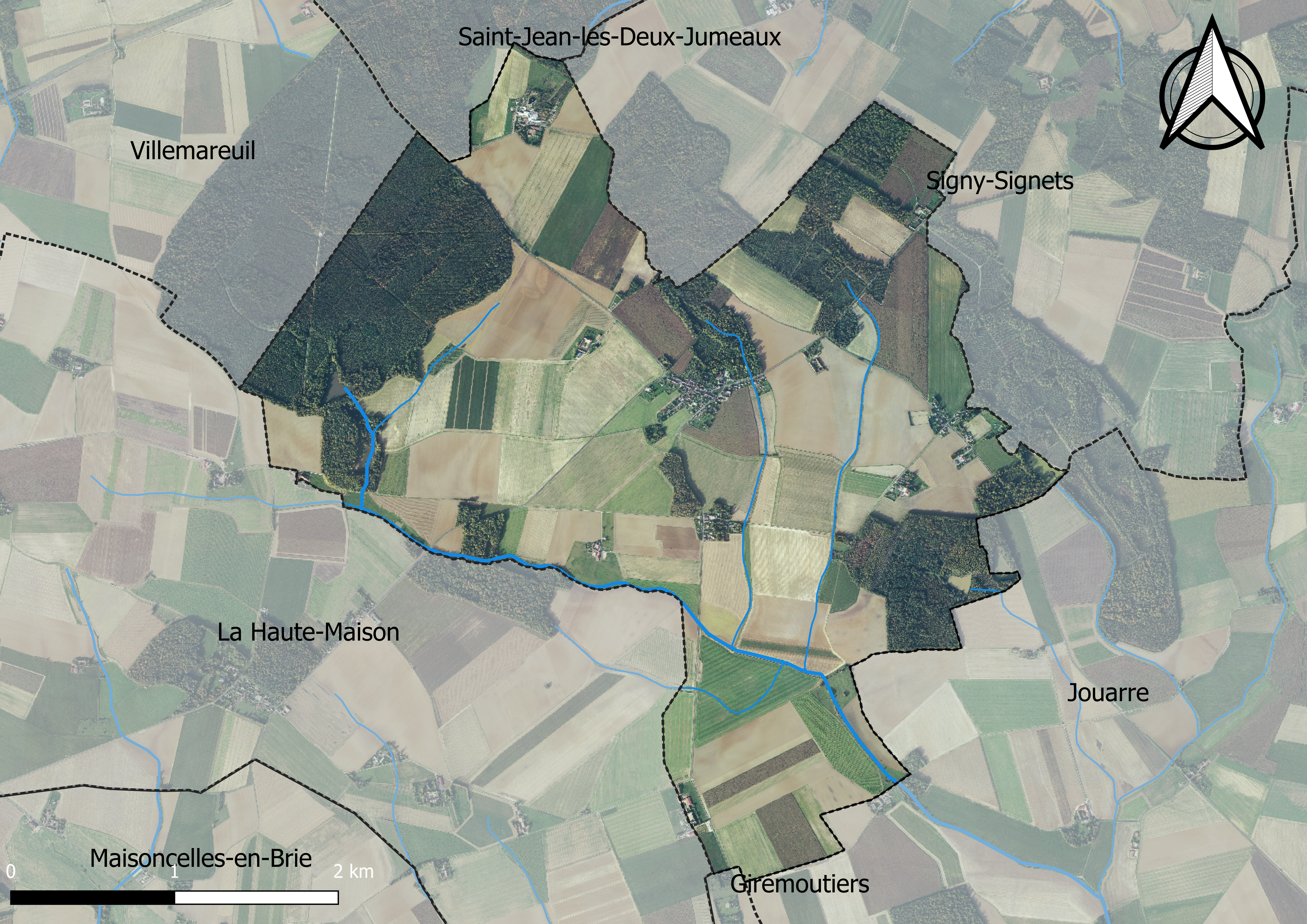
Carte orhophotogrammétrique de la commune.

### Planification
La commune, en 2019, avait engagé l'élaboration d'un plan local d'urbanisme.

### Logement
En 2016, le nombre total de logements dans la commune était de 207, dont 92,7 % de maisons et 6,8 % d'appartements.
Parmi ces logements, 87 % étaient des résidences principales, 5,1 % des résidences secondaires et 7,9 % des logements vacants.
La part des ménages fiscaux propriétaires de leur résidence principale s'élevait à 80,8 %, contre 17,5 % de locataires et 1,7 % logés gratuitement.

### Voies de communication et transports

#### Transports
La commune est desservie par les lignes du réseau de bus Brie et 2 Morin : 
- No 35 (Pierre Levée - La-Ferté-sous-Jouarre) ;
- No 03B (Coulommiers – Meaux).

## Toponymie
Le nom de la localité est mentionné sous la forme Pierrelevez en 1566.
De l'oïl Pierre et de l'adjectif levée pour désigner un menhir, une borne ou un monument funéraire, un dolmen.
Selon la tradition, un menhir existait à la place de l'église.

## Politique et administration

### Liste des maires
| Période                                  | Période  | Identité        | Étiquette | Qualité                          |
| ---------------------------------------- | -------- | --------------- | --------- | -------------------------------- |
| Les données manquantes sont à compléter. |          |                 |           |                                  |
| 2008                                     | En cours | Gérard Boisnier |           | Retraité de la fonction publique |

## Équipements et services

### Eau et assainissement
L’organisation de la distribution de l’eau potable, de la collecte et du traitement des eaux usées et pluviales relève des communes. La loi NOTRe de 2015 a accru le rôle des EPCI à fiscalité propre en leur transférant cette compétence. Ce transfert devait en principe être effectif au 1er janvier 2020, mais la loi Ferrand-Fesneau du 3 août 2018 a introduit la possibilité d’un report de ce transfert au 1er janvier 2026,.

#### Assainissement des eaux usées
En 2020, la gestion du service d'assainissement collectif de la commune de Pierre-Levée est assurée par la communauté d'agglomération Coulommiers Pays de Brie (CACPB) pour la collecte, le transport et la dépollution. Ce service est géré en délégation par une entreprise privée, dont le contrat arrive à échéance le 31 décembre 2025,,.
L’assainissement non collectif (ANC) désigne les installations individuelles de traitement des eaux domestiques qui ne sont pas desservies par un réseau public de collecte des eaux usées et qui doivent en conséquence traiter elles-mêmes leurs eaux usées avant de les rejeter dans le milieu naturel. La communauté d'agglomération Coulommiers Pays de Brie (CACPB) assure pour le compte de la commune le service public d'assainissement non collectif (SPANC), qui a pour mission de vérifier la bonne exécution des travaux de réalisation et de réhabilitation, ainsi que le bon fonctionnement et l’entretien des installations,.

#### Eau potable
En 2020, l'alimentation en eau potable est assurée par  le SMAAEP de Crécy_Boutigny et Environs qui en a délégué la gestion à l'entreprise Veolia, dont le contrat expire le 31 décembre 2025,,.

## Population et société

### Démographie
Les habitants sont appelés les Pierre-Levéens.
L'évolution du nombre d'habitants est connue à travers les recensements de la population effectués dans la commune depuis 1793. Pour les communes de moins de 10 000 habitants, une enquête de recensement portant sur toute la population est réalisée tous les cinq ans, les populations de référence des années intermédiaires étant quant à elles estimées par interpolation ou extrapolation. Pour la commune, le premier recensement exhaustif entrant dans le cadre du nouveau dispositif a été réalisé en 2007.

En 2022, la commune comptait 474 habitants, en évolution de −0,84 % par rapport à 2016 (Seine-et-Marne : +3,92 %, France hors Mayotte : +2,11 %).
| 1793 | 1800 | 1806 | 1821 | 1831 | 1836 | 1841 | 1846 | 1851 |
| ---- | ---- | ---- | ---- | ---- | ---- | ---- | ---- | ---- |
| 275  | 270  | 270  | 354  | 354  | 357  | 421  | 427  | 444  |

| 1856 | 1861 | 1866 | 1872 | 1876 | 1881 | 1886 | 1891 | 1896 |
| ---- | ---- | ---- | ---- | ---- | ---- | ---- | ---- | ---- |
| 455  | 422  | 447  | 422  | 433  | 436  | 445  | 436  | 405  |

| 1901 | 1906 | 1911 | 1921 | 1926 | 1931 | 1936 | 1946 | 1954 |
| ---- | ---- | ---- | ---- | ---- | ---- | ---- | ---- | ---- |
| 391  | 408  | 348  | 357  | 293  | 291  | 282  | 308  | 320  |

| 1962 | 1968 | 1975 | 1982 | 1990 | 1999 | 2006 | 2007 | 2012 |
| ---- | ---- | ---- | ---- | ---- | ---- | ---- | ---- | ---- |
| 265  | 242  | 207  | 275  | 322  | 354  | 427  | 437  | 480  |

| 2017 | 2022 | - | - | - | - | - | - | - |
| ---- | ---- | - | - | - | - | - | - | - |
| 470  | 474  | - | - | - | - | - | - | - |

## Économie
- Exploitations agricoles

### Secteurs d'activité

#### Agriculture
Pierre-Levée est dans la petite région agricole dénommée la « Brie laitière » (anciennement Brie des étangs), une partie de la Brie à l'est de Coulommiers. En 2010, l'orientation technico-économique de l'agriculture sur la commune est diverses cultures (hors céréales et oléoprotéagineux, fleurs et fruits).
Si la productivité agricole de la Seine-et-Marne se situe dans le peloton de tête des départements français, le département enregistre un double phénomène de disparition des terres cultivables (près de 2 000 ha par an dans les années 1980, moins dans les années 2000) et de réduction d'environ 30 % du nombre d'agriculteurs dans les années 2010. Cette tendance se retrouve au niveau de la commune où le nombre d’exploitations est passé de 11 en 1988 à 6 en 2010. Parallèlement, la taille de ces exploitations augmente, passant de 81 ha en 1988 à 132 ha en 2010.
Le tableau ci-dessous présente les principales caractéristiques des exploitations agricoles de Pierre-Levée, observées sur une période de 22 ans : 
|                                      | 1988 | 2000  | 2010 |
| ------------------------------------ | ---- | ----- | ---- |
| Dimension économique,                |      |       |      |
| Nombre d’exploitations (u)           | 11   | 13    | 6    |
| Travail (UTA)                        | 16   | 18    | 10   |
| Surface agricole utilisée (ha)       | 889  | 1 060 | 789  |
| Cultures                             |      |       |      |
| Terres labourables (ha)              | 877  | 1 020 | 754  |
| Céréales (ha)                        | 564  | 738   | 466  |
| dont blé tendre (ha)                 | 441  | 536   | 337  |
| dont maïs-grain et maïs-semence (ha) | 75   | 173   | 103  |
| Tournesol (ha)                       | 0    |       |      |
| Colza et navette (ha)                | s    | 48    | s    |
| Élevage                              |      |       |      |
| Cheptel (UGBTA)                      | 30   | 82    | 77   |

## Culture locale et patrimoine

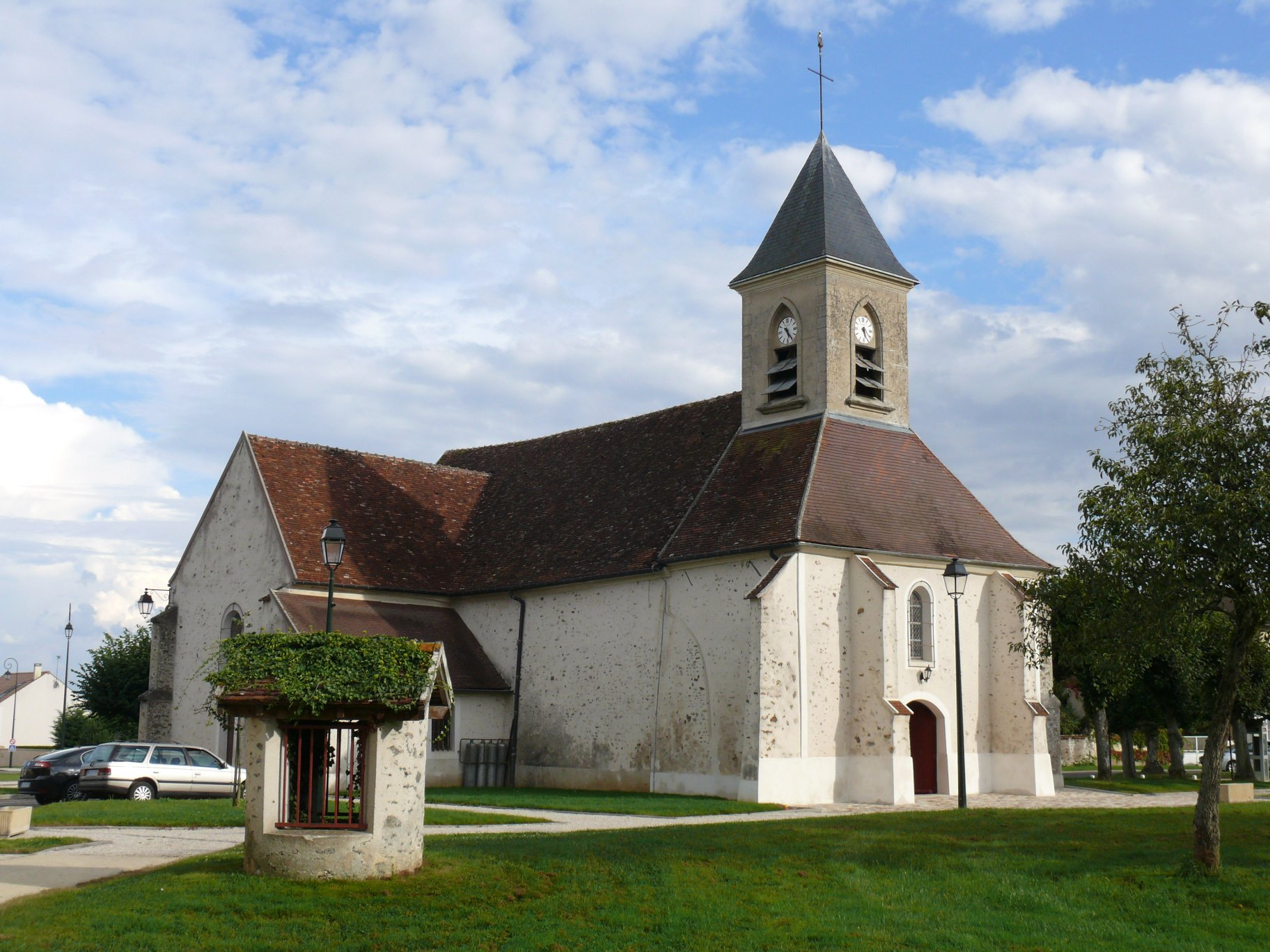
L'église Saint-Claude.

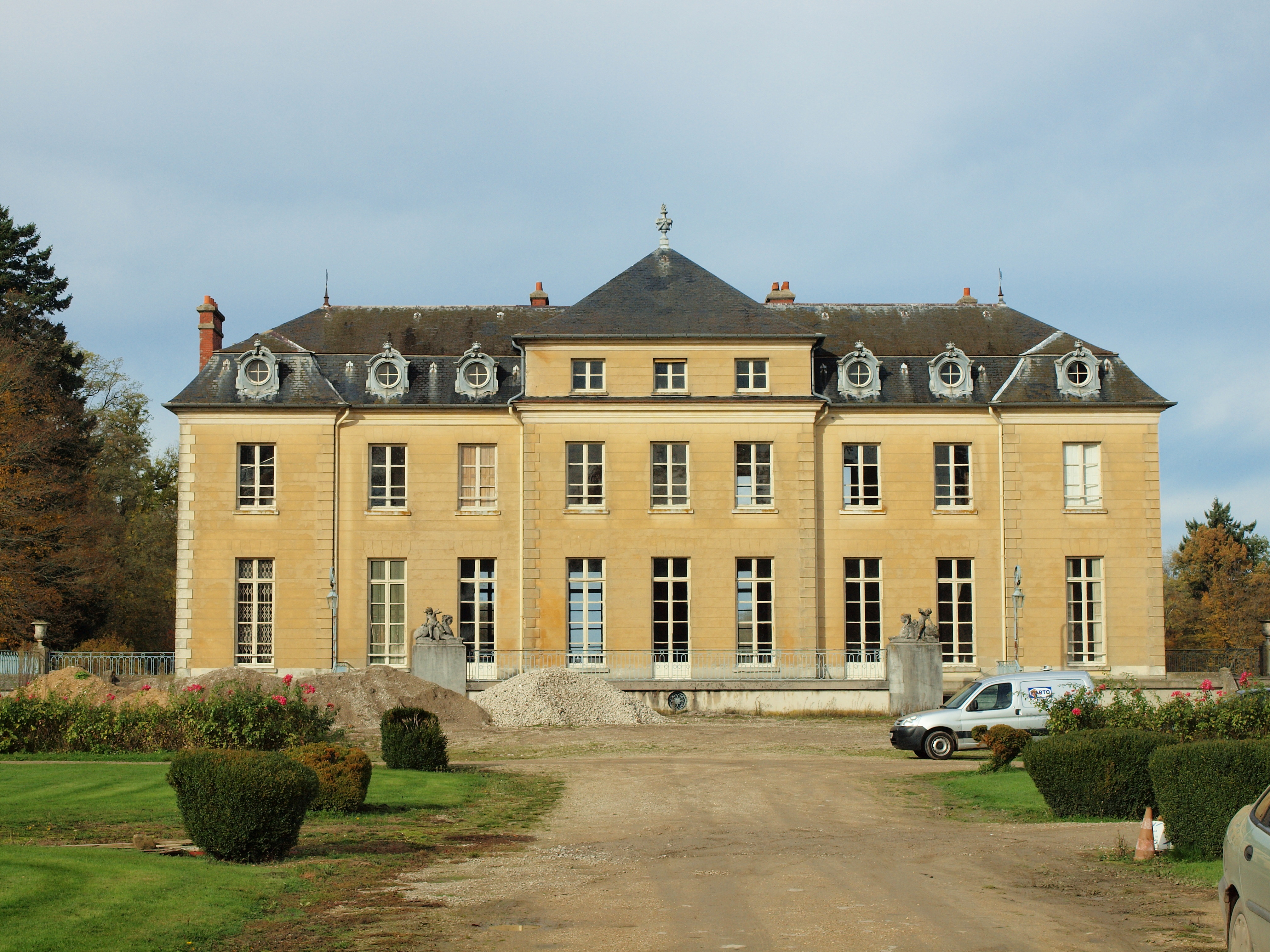
Le château de Montebise en 2015.

### Lieux et monuments
- L'église Saint-Claude ;
- La forêt du Mans ;
- Le château de Montebise.

### Héraldique
| Blason de Pierre-Levée | Blason  | D'azur à la licorne d'argent ; au chef d'or chargé de trois flammes de gueules.                                                                                    |
| Blason de Pierre-Levée | Détails | La licorne d'argent sur champ d'azur vient des armes des Bernard de Montebise, anciens seigneurs de Pierre-Levée. Le statut officiel du blason reste à déterminer. |